# Deathlike Silence Productions
Pour les articles homonymes, voir DSP.
 (mars 2015).
Si vous disposez d'ouvrages ou d'articles de référence ou si vous connaissez des sites web de qualité traitant du thème abordé ici, merci de compléter l'article en donnant les références utiles à sa vérifiabilité et en les liant à la section « Notes et références ».
Deathlike Silence Production était un label indépendant fondé à Oslo, en Norvège, à la fin des années 1980, principalement actif sur la scène du black metal. Ce fut l'une des premières maisons de disque principalement axées sur le black metal.

## Histoire
Initialement en début d'année 1987, Øystein Aarseth souhaitait publier lui-même la démo Deathcrush de son groupe Mayhem, puis leur EP du même nom. En utilisant, l’appellation Funny Farm, mais finalement appela son label Posercorpse Music. C'est avec ce nom-là que ses premières œuvres parurent.
Une année après, il changea à nouveau le nom pour Deathlike Silence, qui est inspiré de la chanson Deathlike Silence du groupe allemand Sodom (de leur album Obsessed with Cruelty). Il souhaita développer son activité en publiant d'autres groupes afin de promouvoir le black metal.
Ce label fut géré par Øystein Aarseth, alias Euronymous, jusqu'à l'été 1993, année de son assassinat par son ancien camarade Varg Vikernes, dit Count Grishnackh, ancien bassiste de Mayhem et leader de Burzum.

## Disparition
Le label ne produit originellement que des artistes scandinaves. Mais, vers la fin de ses années d'activité, le label s'orienta également vers des pays plus lointains, tel le Japon. Aarseth pensait signer avec le groupe Massacre (de Colombie), ou Hadez au Pérou, avant sa mort. Hendrik Möbus, du groupe Absurd, prétend qu'il avait envoyé une copie de leur démo Death From the Forest, et qu'Aarseth prévoyait de les signer.
Le premier album du groupe Mysticum, initialement intitulé Where the Raven Flies, devait paraître chez DSP.
Avant la disparition de Deathlike Silence, il était prévu de sortir l'album In Absentia Christi de Monumentum. En début d'année 1992, Darkthrone menaça le label Peaceville records de publier leur album A blaze in the northern sky chez Deathlike Silence Production lorsqu'ils critiquèrent leur changement brutal de style musical.
À la mort d'Euronymous (Øystein Aarseth), le label fut repris par Voices of Wonder.